# 빌 레버티
윌리엄 G. 레버티 2세(영어: William G. Leverty II, 1962년 1월 30일~)는 미국의 기타리스트이다. 그는 하드 록 밴드 FireHouse의 창립 멤버이며 밴드의 많은 히트곡을 작곡했다. 2000년대 내내 레버티는 솔로 활동도 병행하여 Wanderlust, Southern Exposure, Deep South, Drive, Divided We Fall 등 다섯 장의 앨범을 발매했다. 창립 멤버이자 보컬리스트인 C. J. 스네어의 사망 이후, 레버티는 드러머 Michael Foster와 함께 밴드에서 유일하게 활동 중인 원년 멤버이다.

## 일생
버지니아주 리치먼드에서 태어난 레버티는 4살 때 부모님에게 기타를 선물받았지만, 14살이 되어서야 기타 연주를 진지하게 시작했다. 같은 시기에 레버티는 고등학교에서 음악 이론을 공부하기 시작했다. 1984년, 레버티의 밴드인 White Heat는 드러머 오디션을 열었고, 이 자리에서 레버티는 동향 출신이자 오랜 밴드 동료이자 공동 작업자인 Michael Foster를 만났다. 1988년, 레버티와 포스터의 White Heat는 C. J. 스네어와 페리 리처드슨과 합류했다. 1989년 Epic Records와 계약하기 전, White Heat는 밴드 이름을 FireHouse로 변경했다. 파이어하우스는 전 세계적으로 700만 장 이상의 앨범을 판매했으며, "가장 좋아하는 새로운 헤비 메탈/하드 록 아티스트"로 1991년 아메리칸 뮤직 어워드를 수상했다.
1993년, 레버티는 파이어하우스의 가장 높은 차트 순위에 오른 싱글 "Love of a Lifetime"으로 미국 작곡가, 작가 및 출판사 협회(ASCAP) 작곡가 상을 수상했다.
2004년, 파이어하우스와 15년 동안 활동한 레버티는 첫 솔로 앨범인 Wanderlust를 발매했다. 2007년 10월 9일, 레버티는 첫 연주곡이자 두 번째 솔로 앨범인 Southern Exposure를 발매했고, 이어서 2009년에는 세 번째 앨범인 Deep South를 발매했다. 그의 네 번째 솔로 앨범인 Drive는 2013년 2월에 발매되었다. 레버티는 2020년에 다섯 번째 앨범인 Divided We Fall을 발매했다.
2013년, 레버티는 슈퍼그룹 Flood the Engine을 결성했다. FTE는 레버티, 지미 쿤스(Cactus), 키스 혼(Tanya Tucker, Waylon Jennings, Trisha Yearwood, Luke Bryan), 앙드레 라벨(Vinnie Vincent)로 구성되어 있다. Flood the Engine은 2013년에 유일한 앨범인 Flood The Engine을 발매했다.

## 연주

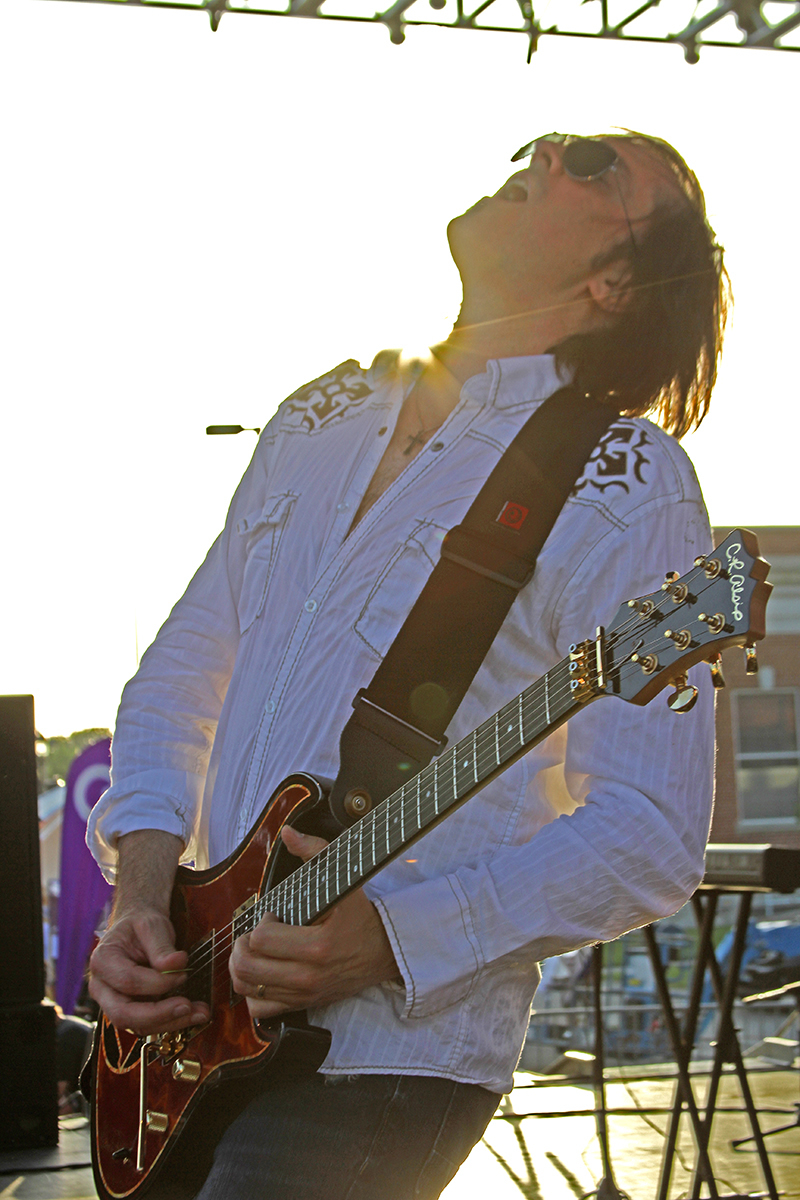
C.R. 알십 기타 "럭키 13"을 연주하는 레버티

1990년대 내내 레버티는 야마하 기타 개발과 협찬 계약을 맺었다. 그는 16년 동안 야마하 퍼시피카 모델을 연주했다.
2006년 7월 4일, GREM USA는 레버티가 기타 제조업체와 독점 협찬 계약을 맺었다고 발표했다. GREM 기타는 "더 빌 레버티 프리 래디컬" 모델을 제작했다.
2012년, 레버티는 C.R. Alsip Guitars와 협력하기 시작했고 기타 제조업체의 첫 번째 협찬 연주자가 되었다. 레버티는 C.R. 알십의 마스터 루티에이자 소유주인 제이크 윌로비와 시제품 제작 단계에서 긴밀하게 협력했다. 얼마 후, 레버티의 C.R. 알십 기타인 "럭키 13"이 탄생했다. 레버티의 두 번째 알십 기타인 "골디"는 그의 네 번째 솔로 앨범인 Drive에 실렸다.

## 개인 생활
레버티는 1996년에 아내 크리스와 결혼했으며, 슬하에 자녀 한 명을 두고 있다.

## 앨범 목록

### 스튜디오 앨범
- Wanderlust (2004)
- Southern Exposure (2007)
- Deep South (2009)
- Drive (2013)
- Divided We Fall (2020)

### 그리고 파이어하우스
- FireHouse (1990)
- Hold Your Fire (1992)
- 3 (1995)
- Good Acoustics (1996)
- Category 5 (1998)
- O2 (2000)
- Prime Time (2003)
- Full Circle (2011)

### 연주와 작곡
- Flood the Engine (2013)